# Mariebergsbron
Mariebergsbron (en français : pont de Marieberg), anciennement Lilla Essingebron est un pont situé au centre de  Stockholm en Suède. 

## Situation
Le Mariebergsbron relie l'île de Kungsholmen à l'île de Lilla Essingen.
Le nom actuel est dû à sa proximité avec le quartier de Marieberg.
Le premier pont à cet endroit, remplaçant un bac halé à la main, a été construit en 1907 et financé par les propriétaires fonciers locaux. 
Il s'agissait d'un pont en béton avec une chaussée de 5 mètres de large flanquée de deux bords de 0,5 mètre  d'épaisseur,
Le pont a été cédé à la ville en 1916 et, comme Lilla Essingen était exploitée dans les années 1930, le pont a été remplacé par l'actuel Mariebergsbron en acier à poutres en treillis.
Le Mariebergsbron mesure 109 mètres de long ; offre un hauteur libre de 12 mètres et mesure 15 mètres de large avec une chaussée de 10 mètres de large.

## Galerie

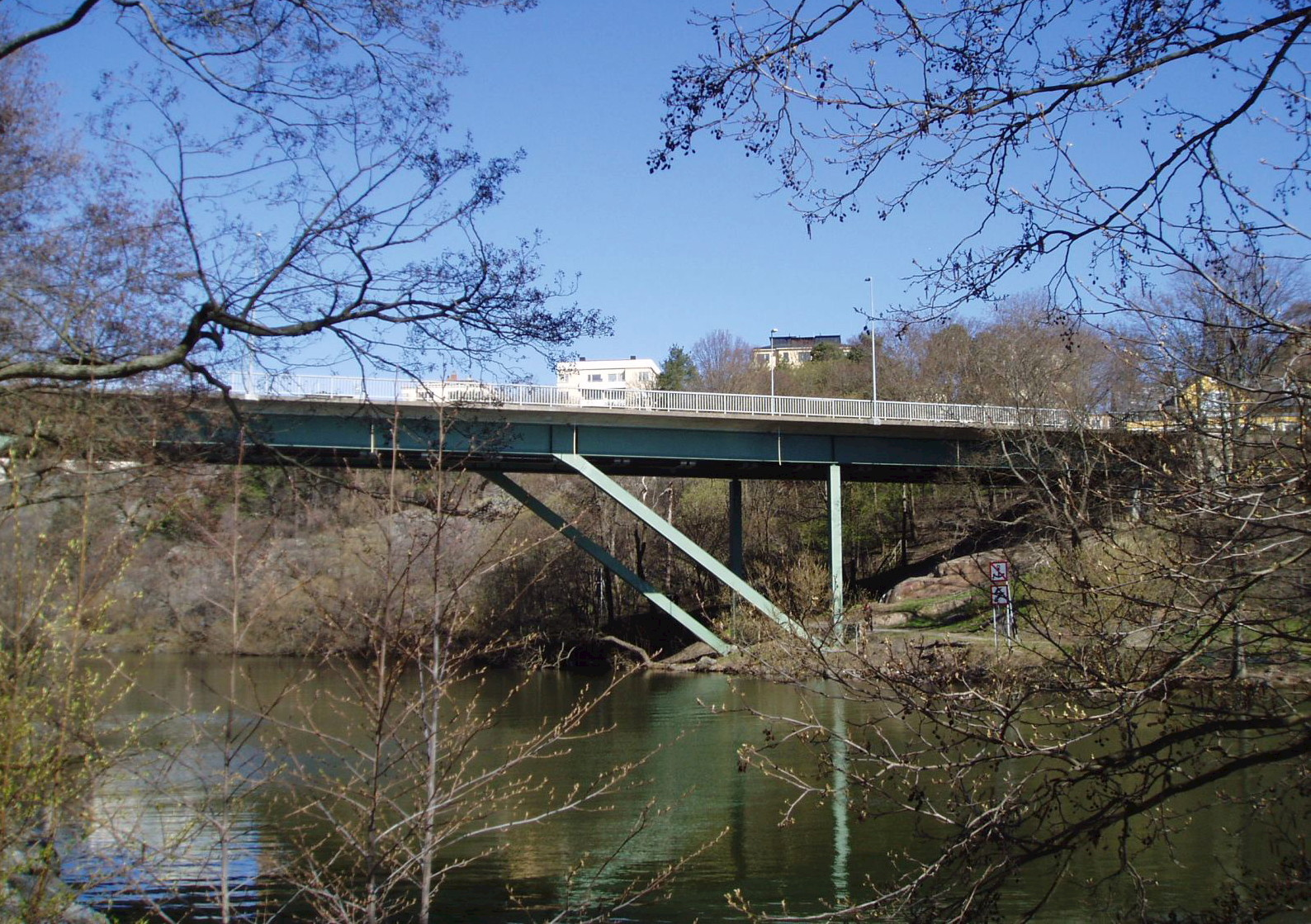
Mariebergsbron vu de Lilla Essingen 2008.
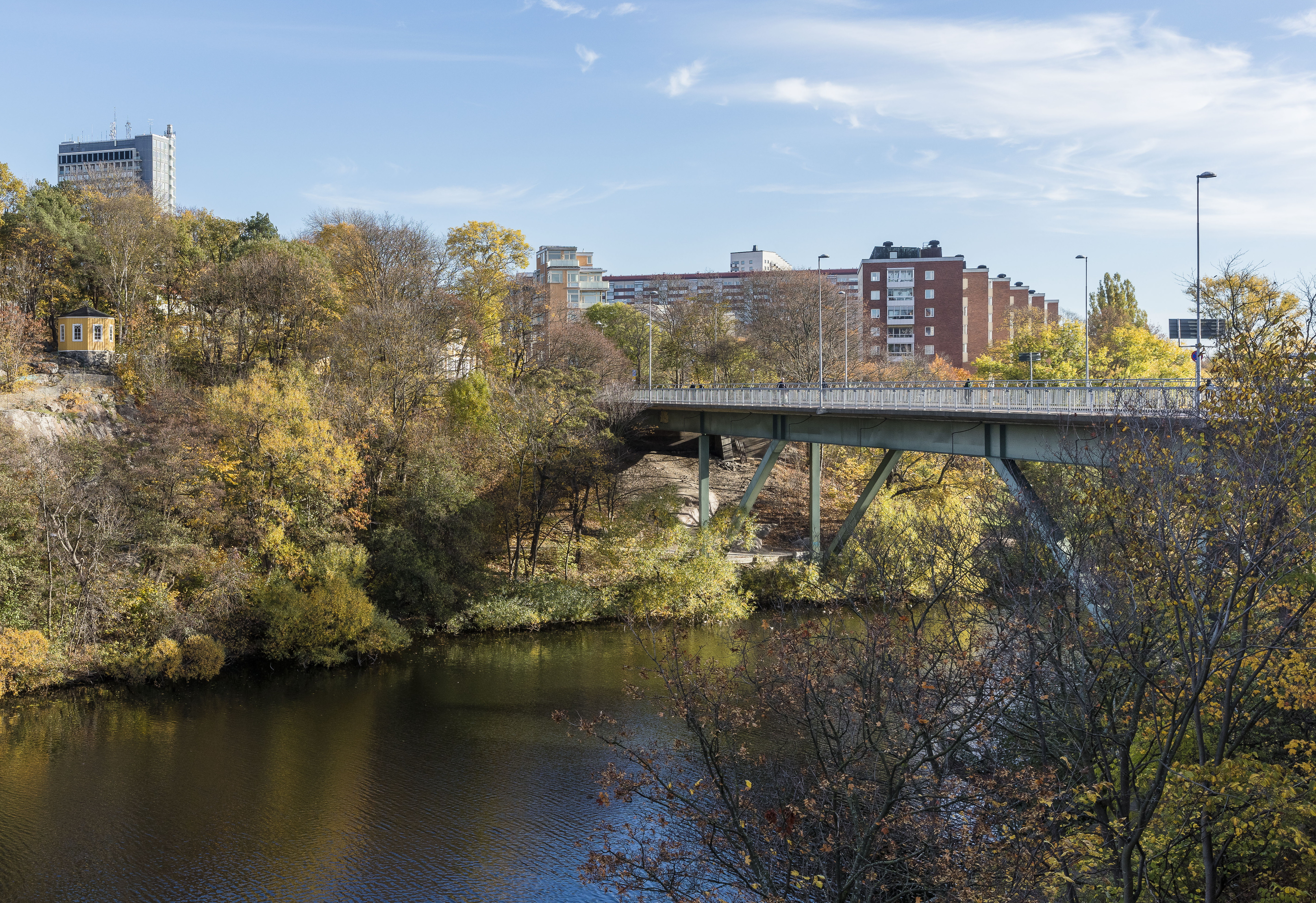
Mariebergsbron vue de Lilla Essingen 2018.
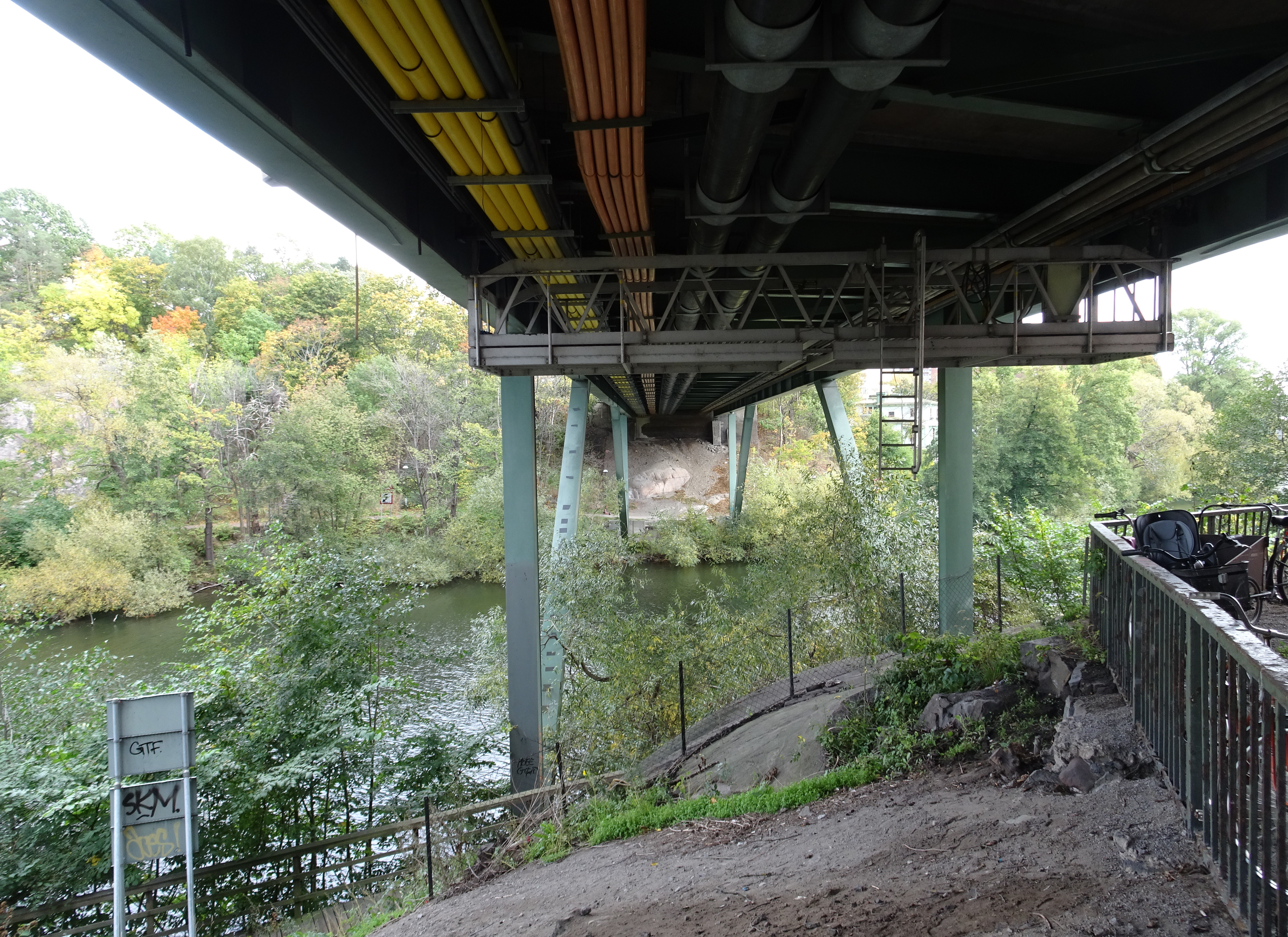
Mariebergsbron, vu depuis Lilla Essingen.

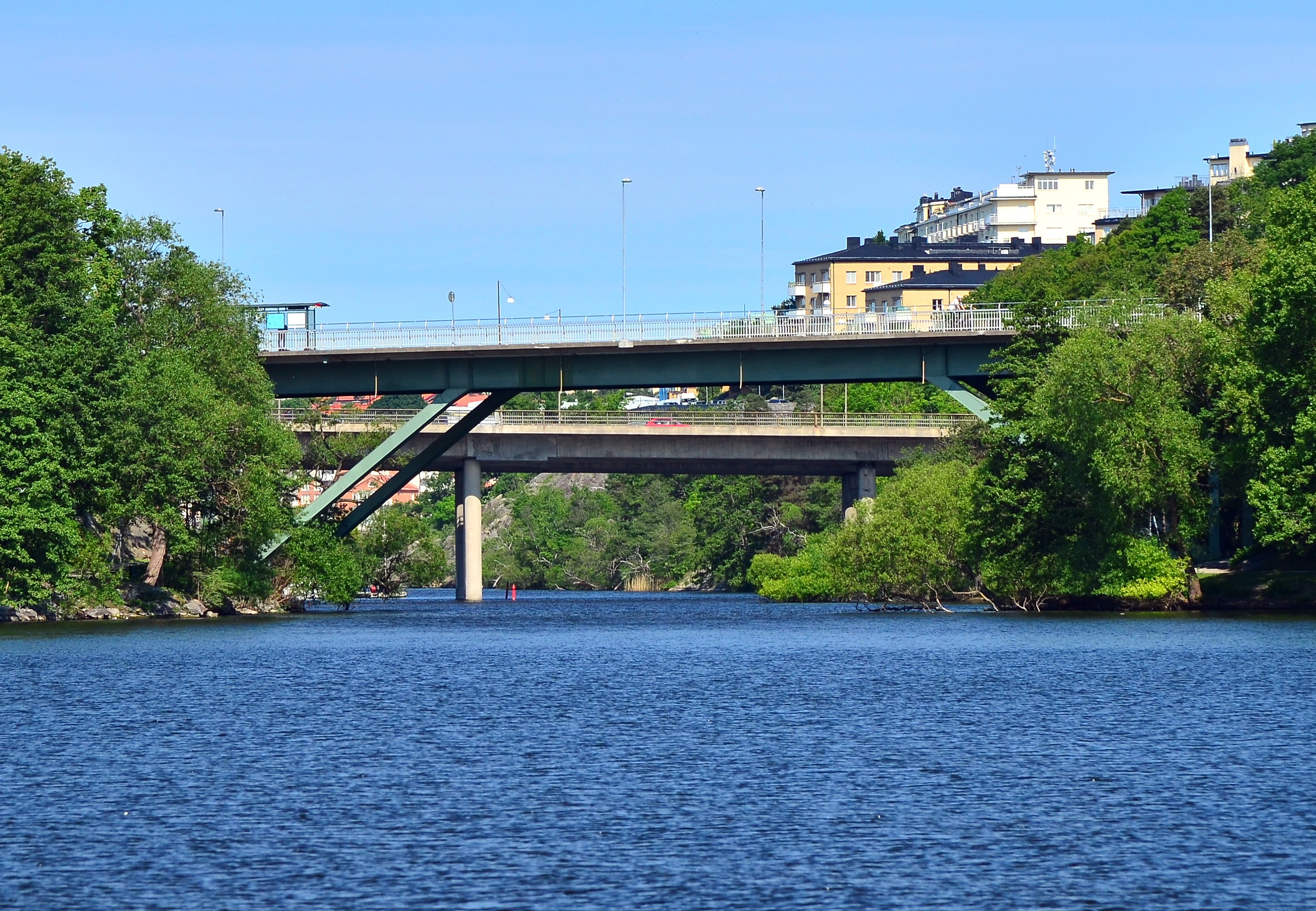
Mariebergsbron vu de Mariebergssundet en 2013. Le Fredhällsbron en arrière-plan.
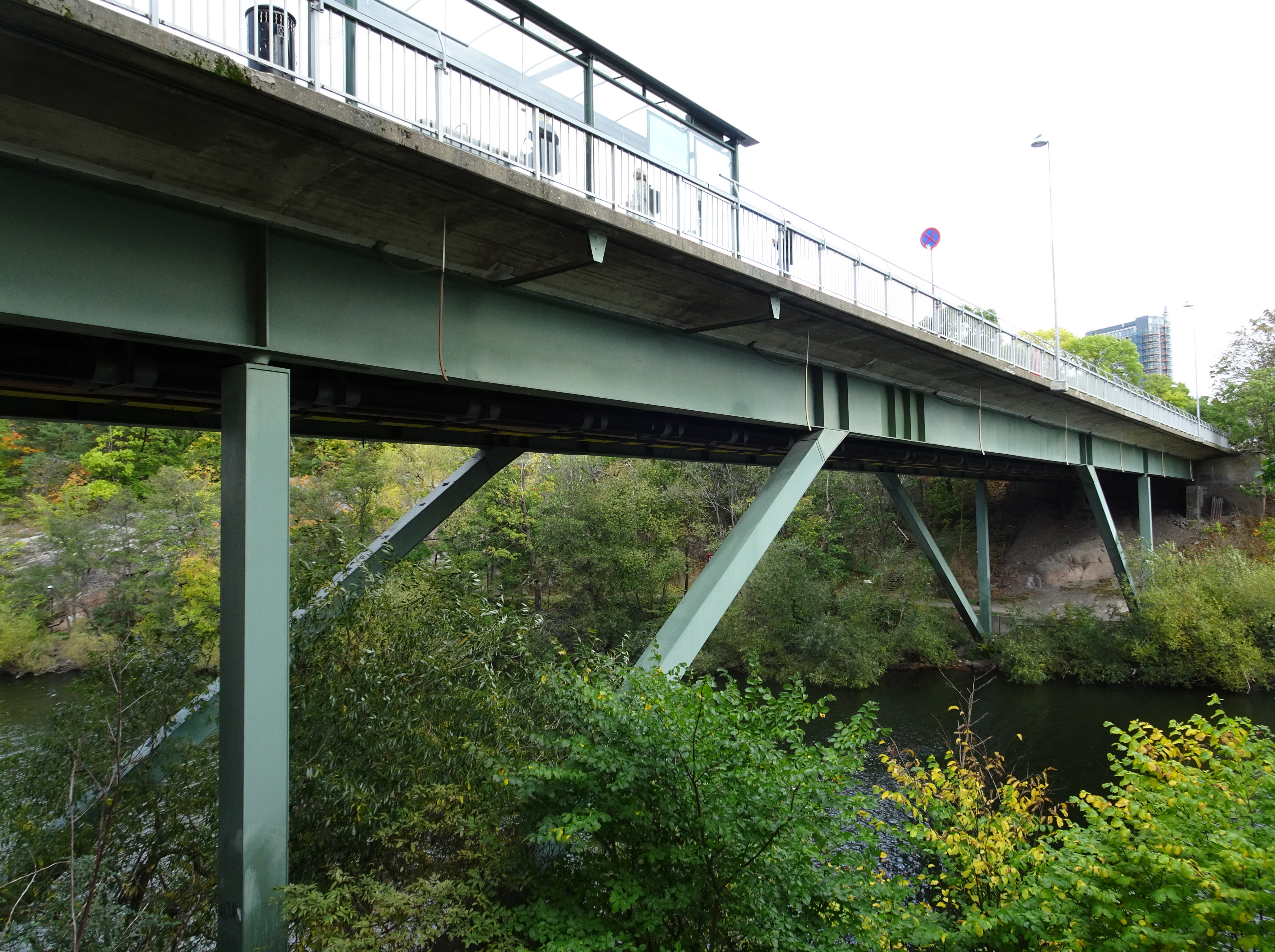
Vue de Lilla Essingen.
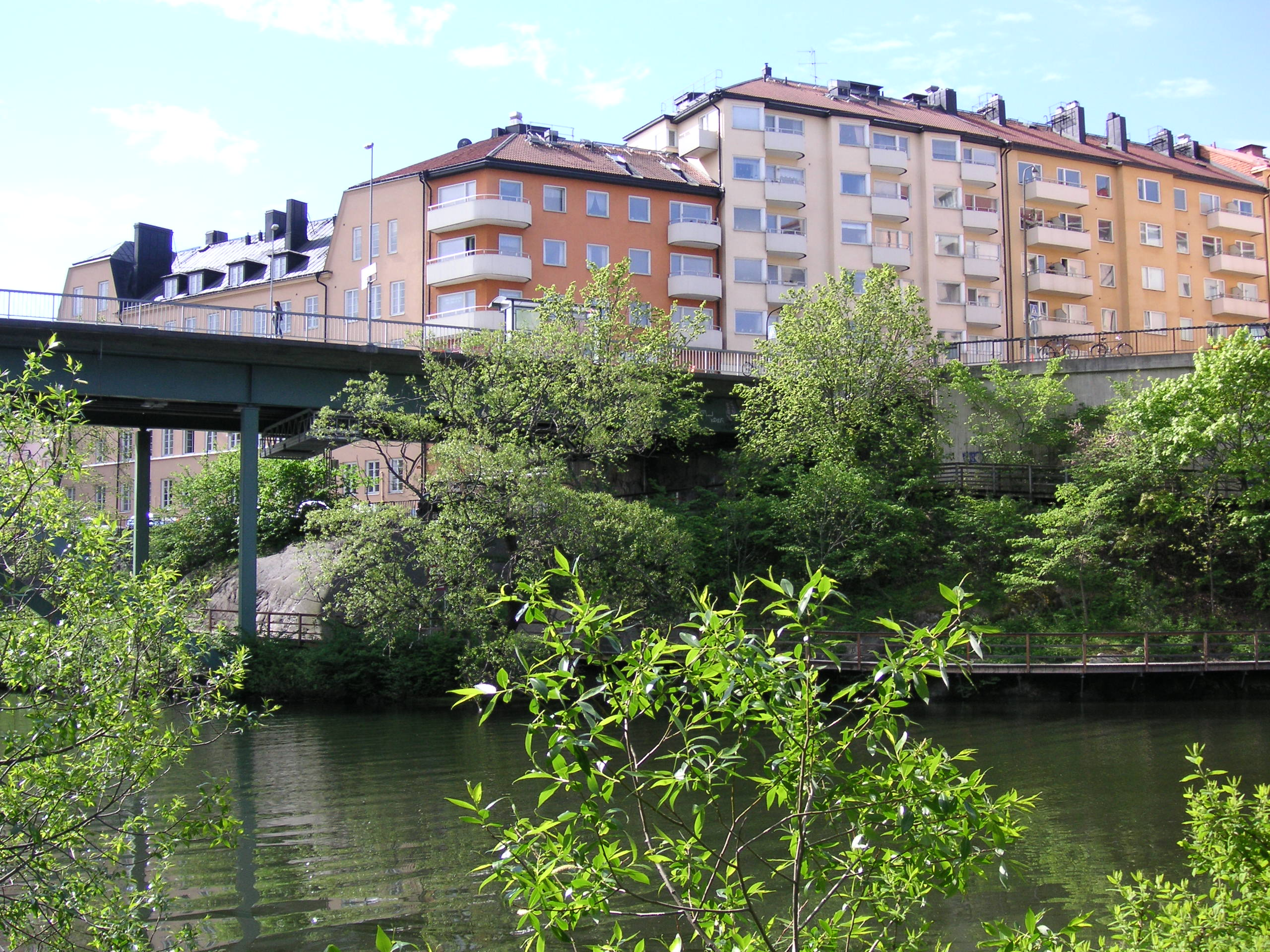
Mariebergsbron en 2006.
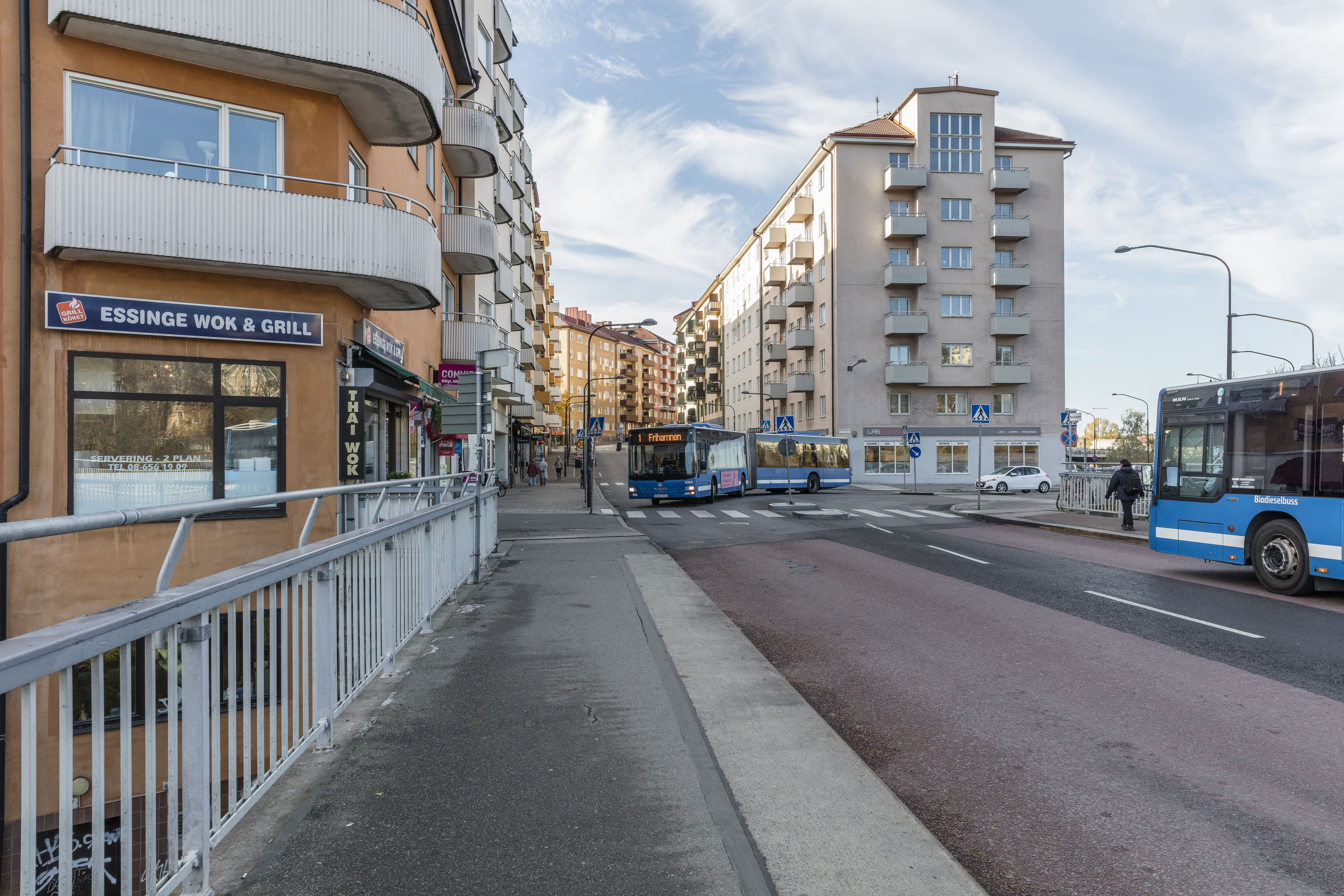
Rue Essinge brogata à l'ouest du Mariebergsbron.